# قصة حب سورية
قصة حب سورية هو فيلم وثائقي بريطاني صدر سنة 2015 من تأليف شون مكاليستر. يروي الفيلم الوثائقي تفاصيل معاناة العائلات في سوريا إبَان حُكم نظام الأسد.

## ملخص الفيلم
يلتقي الشاب عامر بصديقته رغدة في السجون السورية منذ خمسة عشر عاما ثم تتطور بينهما علاقة صداقة تتحوّل في وقت لاحق إلى حب. يتزوج الاثنان عندما يتم إطلاق سراحمهما إلا أنهما يُعانيان من جديد بسبب دكتاتورية الأسد. يتأثر أطفال عامر ورغدة بعدما عاشا حياتهم على وقع ذهاب والديهما في كل مرة للسجن بسبب معتقداتهم السياسية.

## الإنتاج
بدأَ تصوير الفيلم في عام 2009 وذلك الثورات في البلدان العربية– في ذلك الوقت كانت رغدة سجينة سياسية أمّا عامر فكان يهتم رعاية الأطفال قبل أن يُسجن هو الآخر على يد نظام الأسد. تم تصوير الفيلم الوثائقي في مخيم اليرموك بدمشق والذي اشتهر بفضل ضمه للعديد من المعارضين السياسيين في سوريا.

## الاستقبال
تلقى الفيلم مراجعات إيجابية جدا، حيث أعطى بيتر برادشو من الغارديان الفيلم خمس نجوم وأكد على قدرة مكاليستر في تجسيد التكلفة البشرية خلال مأساة جيوسياسية كما أشاد بدور الفيلم في إبراز معاناة اللاجئين في الدولة السورية. أمّا تريفور جونستون من مجلة تايم أوت فقد أعطى الفيلم أربعة نجوم وقال: «قصة حب سورية مميزة فعلًا فهناك حديث عن قلق الأسرة تحت رحمة الأسد ثم التحديات الجديدة التي تواجو الأسرة بسبب الانقسام المؤلم في المنفى ... حقا رائع!»

## الجوائز والترشيحات
تم ترشيح الفيلم لجائزة الأكاديمية البريطانية لفنون السينما والتلفزيون لعام 2015 في فئة أفضل مخرج أو أفضل منتج. كما حصل على جائزة لجنة التحكيم الكبرى في مهرجان شيفيلد في نفس العام.

## روابط خارجية
- قصة حب سورية على موقع IMDb (الإنجليزية)
- قصة حب سورية على موقع روتن توميتوز (الإنجليزية)
- قصة حب سورية على موقع قاعدة بيانات الأفلام العربية
- قصة حب سورية على موقع فيلمافينيتي (الإسبانية)
- قصة حب سورية على موقع قاعدة بيانات الفيلم (الإنجليزية)
- قصة حب سورية على موقع ليتربوكسد (الإنجليزية)
- قصة حب سورية على موقع كينوبويسك (الروسية)